# ميزة ويندوز الأصلي
إن ميزة ويندوز الأصلي أو امتياز ويندوز الأصلي (بالإنجليزية Windows Genuine Advantage ويُختصَرُ بـ WGA) هو برنامج أطلقته شركة مايكروسوفت ويشمل العديد من أنظمة تشغيل مايكروسوفت الحديثة وينصح مستخدمي برنامج مايكروسوفت ويندوز بالتحقق من صحة نسختهم عند الوصول إلى خدمات مايكروسوفت معينة مثل تحديث مايكوسوفت (بالإنجليزية: Microsoft Update)‏ أو التنزيلات من مركز مايكروسوفت للتحميل.